# Bianzhuang
Bianzhuang är en ort i Kina. Den ligger i provinsen Shandong, i den östra delen av landet, omkring 220 kilometer sydost om provinshuvudstaden Jinan.
Runt Bianzhuang är det tätbefolkat, med 735 invånare per kvadratkilometer. Det finns inga andra samhällen i närheten. Trakten runt Bianzhuang består till största delen av jordbruksmark.
Genomsnittlig årsnederbörd är 1 023 millimeter. Den regnigaste månaden är juli, med i genomsnitt 314 mm nederbörd, och den torraste är januari, med 8 mm nederbörd.